# UFC 261
UFC 261: Usman vs. Masvidal 2 foi um evento de MMA produzido pelo Ultimate Fighting Championship no dia 24 de abril de 2021, no VyStar Veterans Memorial Arena, em Jacksonville na Flórida.

## Background
A organização tinha interesse em fazer o evento em Singapura. Entretanto, as negociações com o governo singapuriano travaram devido aos protocolos de combate à COVID-19. Em 15 de março, o presidente do UFC Dana White anunciou que o evento ocorrerá em Jacksonville, na Florida, com capacidade máxima de quinze mil pessoas, sendo esta a primeira vez desde o UFC 248.
Uma revanche pelo cinturão meio-médio do UFC entre o campeão Kamaru Usman e Jorge Masvidal é esperada para servir como luta principal da noite. Ambos se enfrentaram no UFC 251: Usman vs. Masvidal, quando usman venceu por decisão unânime.
Uma luta pelo cinturão peso palha do UFC entre a atual campeã Zhang Weili e a ex-campeã Rose Namajunas foi marcada para este evento.
Uma luta pelo cinturão peso mosca feminino do UFC entre a atual campeã Valentina Shevchenko e a ex-campeã peso palha Jéssica Andrade completará o trio de disputas por cinturão.
Uma revanche no peso médio entre Chris Weidman e Uriah Hall havia sido marcada para o UFC 258. Entretanto, Weidman teve que se retirar da luta após testar positivo para COVID-19 e a luta foi remarcada para este evento.

## Resultados
Nota 1 Pelo Cinturão Peso Meio-Médio do UFC. 

Nota 2 Pelo Cinturão Peso Palha Feminino do UFC. 

Nota 3 Pelo Cinturão Peso Mosca Feminino do UFC. 

## Bônus da Noite
Os lutadores receberam $50.000 de bônus
- Luta da Noite:  Jeff Molina vs.  Qileng Aori
- Performance da Noite:  Kamaru Usman e  Rose Namajunas